# Stadion Za parkem
Stadion Za parkem – wielofunkcyjny stadion w Vyškovie, w Czechach. Obiekt został wybudowany w ramach czynu społecznego i otwarty w 1958 roku; we wrześniu 2006 roku zakończono jego gruntowną modernizację. Stadion może pomieścić 4000 widzów. Swoje spotkania rozgrywają na nim piłkarze klubu MFK Vyškov. W dniach 16–17 czerwca 2012 roku odbyły się na nim Mistrzostwa Czech w Lekkoatletyce.